# Ринсо

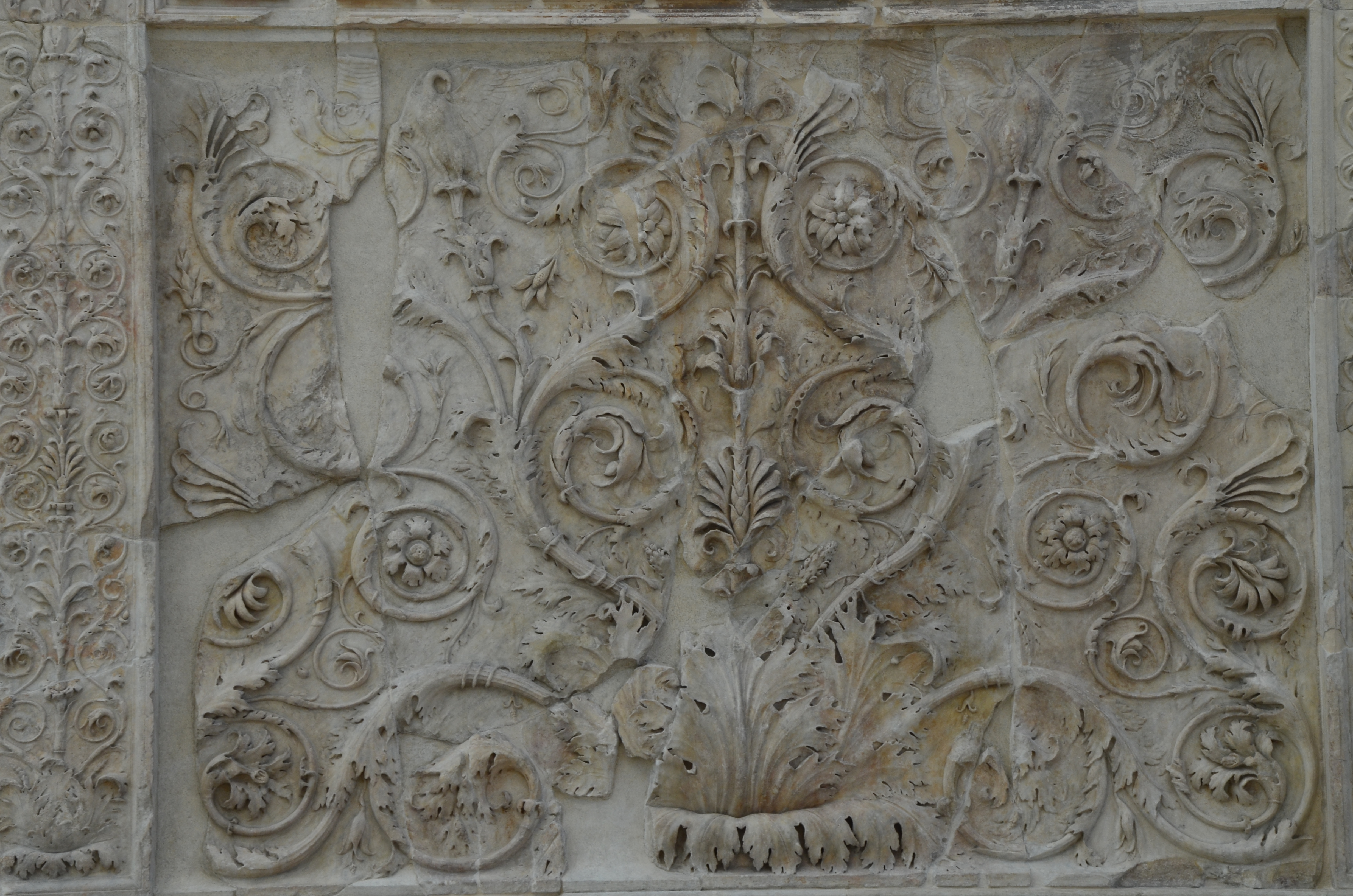
Древнеримские ринсо, украшающие Алтарь Мира

Ринсо (rinceau) — декоративная кайма или вытянутая полоска со стилизованным изображением виноградной лозы с листьями, ягодами или цветами.
Декоративное использование ринсо отмечено ещё в классической античности. Например, древнеримские ринсо, как правило, состояли из сдвоенных волнообразных лоз, которые как бы произрастали из вазы. В греко-римской архитектуре они чаще всего шли в дело для украшения фризов, срединных элементов антаблемента и под карнизами. В готической архитектуре использовалось сочетание ветвей чертополоха и виноградных лоз. В эпоху ренессанса их стали дополнять изображениями животных и человеческих голов. В XVII веке отмечено возвращение ринсо к более скупому по выразительности классическому стилю, затем в XVIII веке началось их более вольное применение.